# Chřestýš mexický
Chřestýš mexický (Crotalus basiliscus) je jedovatý had z čeledi zmijovitých, vyskytující se na západě Mexika. V současnosti nejsou herpetologům známy žádné poddruhy.

## Popis
S délkou asi 2 metrů je řazen mezi největší chřestýše. Tělo je zhruba středně tlusté, jeho tvar připomíná obdélníkový průřez. Barva kůže je normálně hnědá až šedavá s tmavými vzory, připomínající diamanty.[zdroj⁠?!] Běžně je k nalezení v oblastech s malým množstvím stromů, především v buších a poblíž kaktusů. Zde také může lovit svou oblíbenou kořist, hlodavce. Jed tohoto druhu je vysoce toxický a oběť zabíjí poměrně rychle.